# Nationaal park Mount Revelstoke
Het Nationaal park Mount Revelstoke (Engels: Mount Revelstoke National Park) is een nationaal park in Canada. Het ligt in het zuiden van Brits-Columbia in de Selkirk Mountains. Het park werd opgericht in 1914 en heeft een oppervlakte van 260 km², wat niet zo groot is voor een nationaal park. Elk jaar komen er zo'n 600.000 bezoekers, die vaak voor de bergpas, Rogers Pass in het nabijgelegen Glacier National Park, komen. 
In het park ligt een gematigd regenwoud. In het park zit de bananenslak, een kleine kudde van de bedreigde bergkariboe, grizzlyberen en berggeiten.

## Galerij

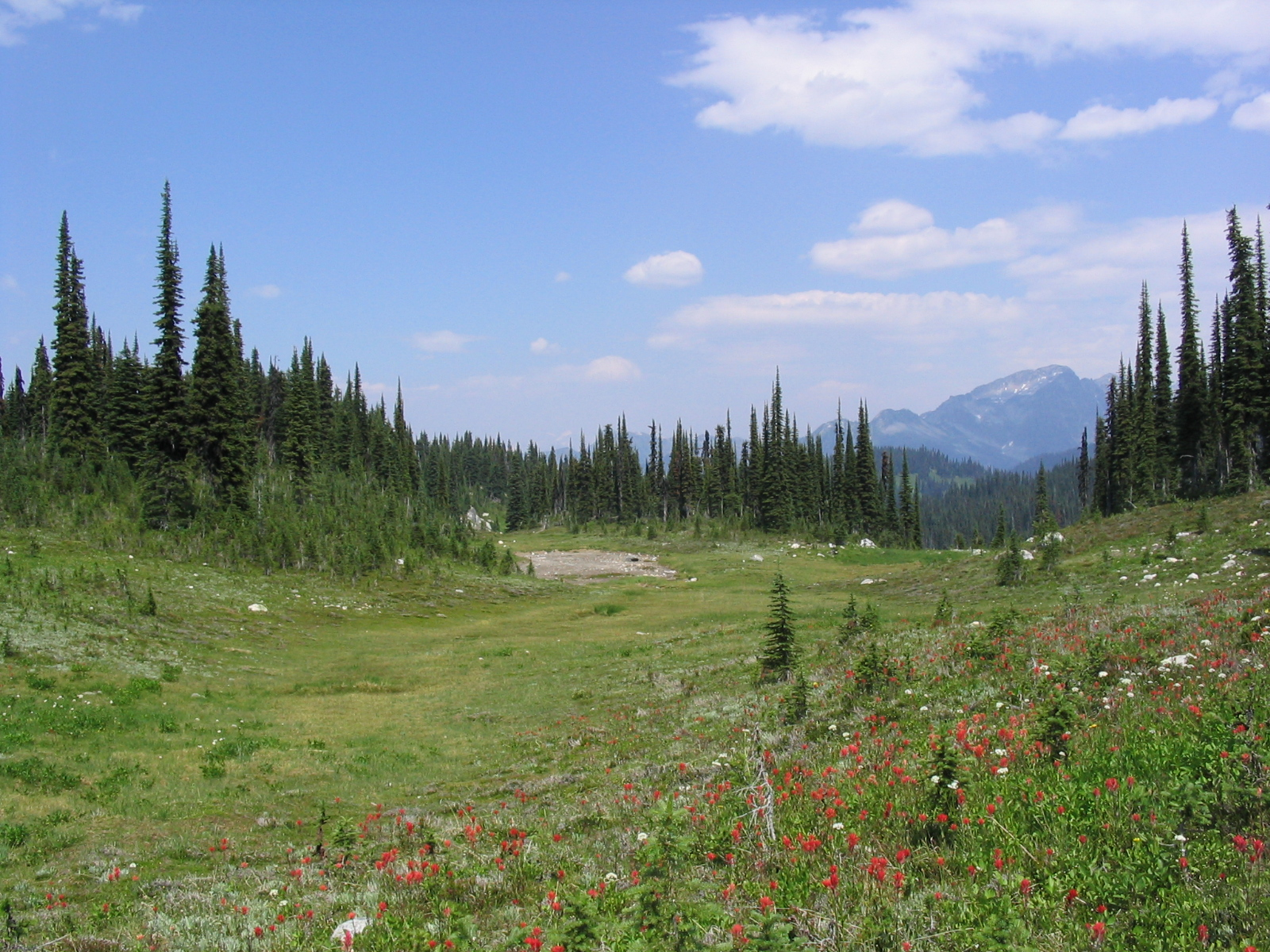
Bergweide
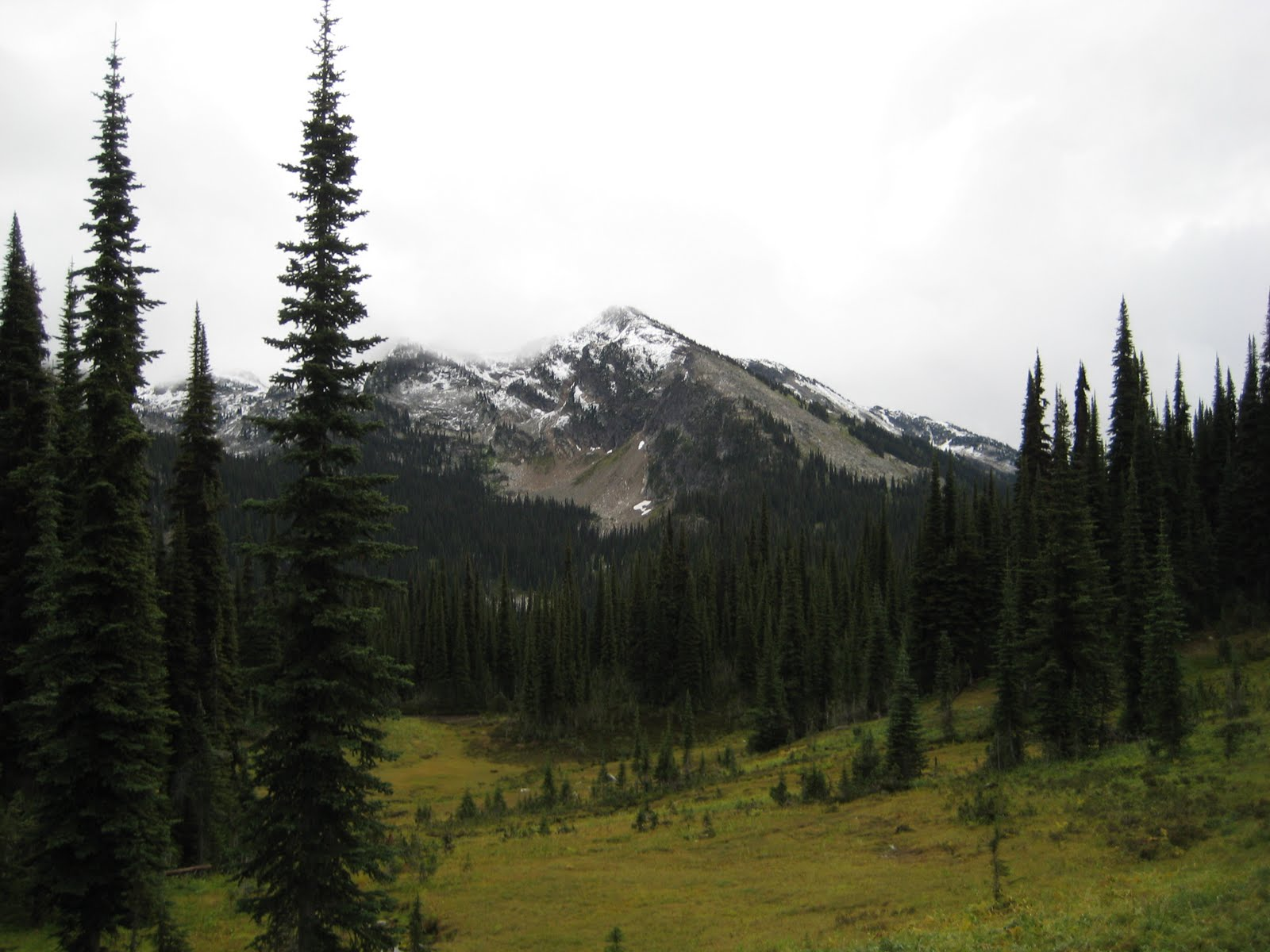
Uitzicht vanuit Eva Lakes Trail
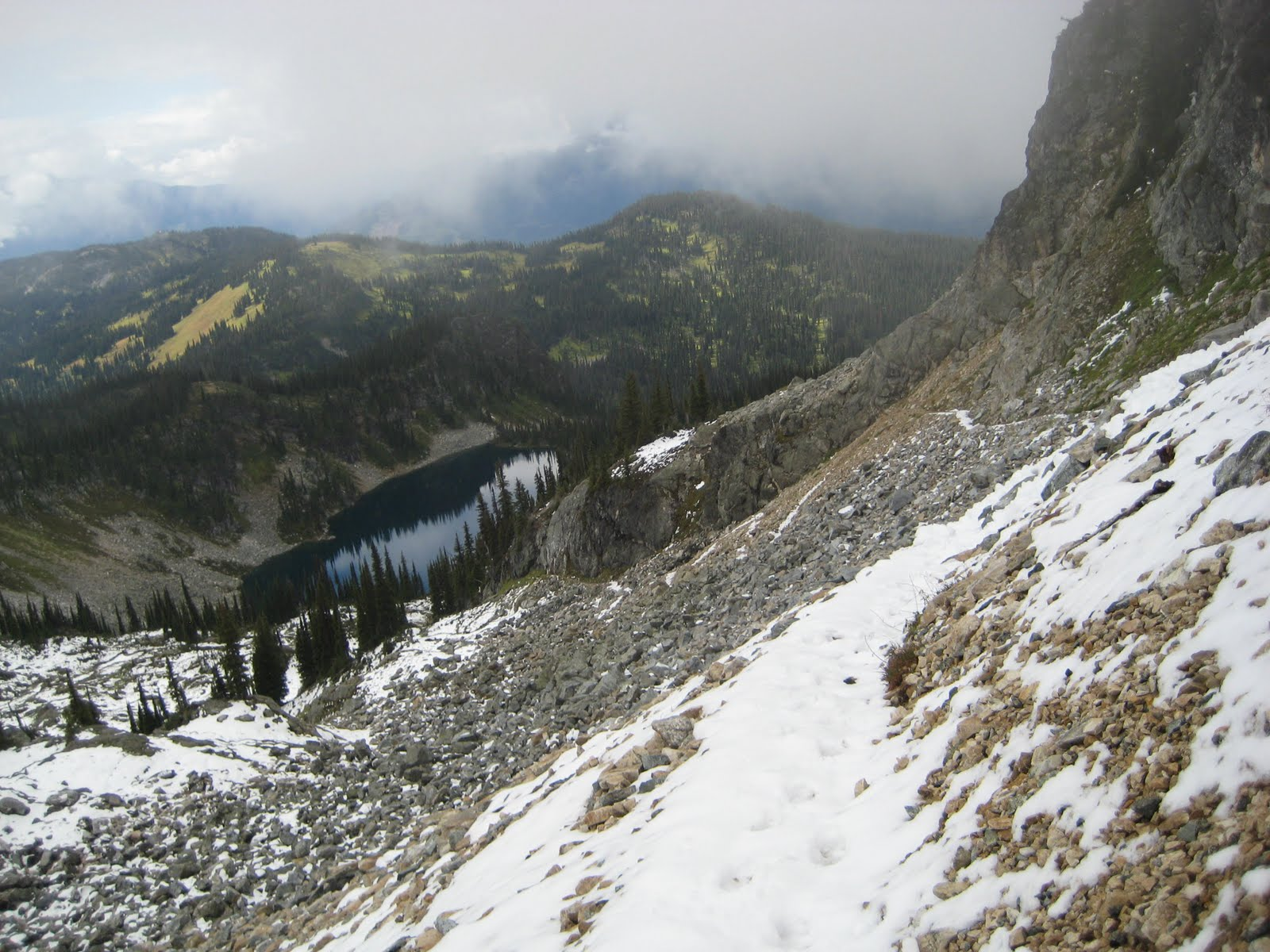
Miller Lake van Jade Lakes Trail
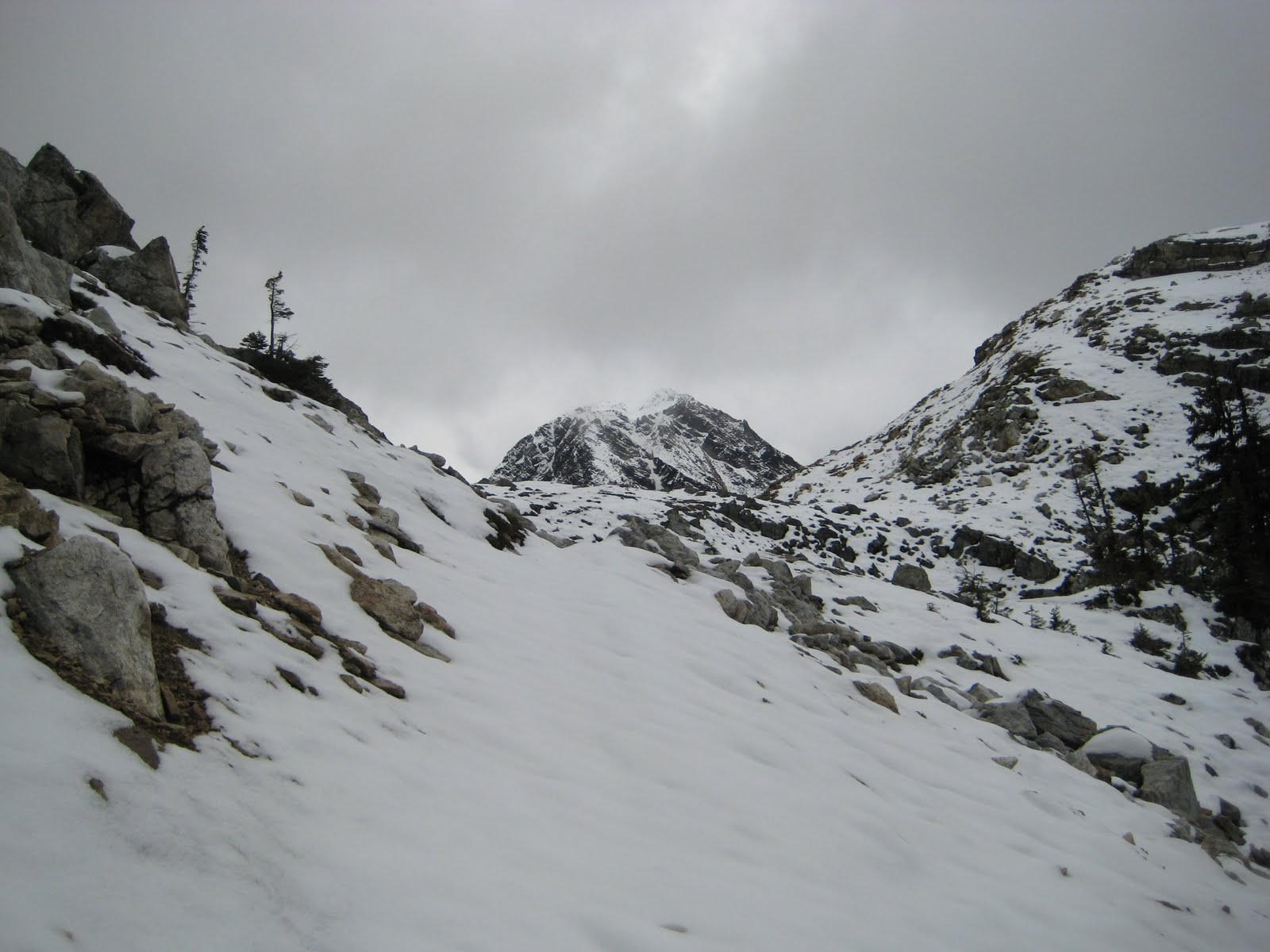
Jade Pass begin september